# Vlajka Federativních států Mikronésie

Mikronéská vlajka
Poměr stran: 10:19

Vlajka Federativních států Mikronésie je tvořena světle modrým listem o poměru stran 10:19 (podle vlajky USA), v němž se nacházejí čtyři bílé pěticípé hvězdy, umístěnými v rozích pomyslného, na vrchol postaveného čtverce, jejichž jeden cíp směřuje vždy od středu vlajky. Průměr hvězd je roven pětině šířky listu.
Každá hvězda symbolizuje jednu z federativních republik Mikronésie (Chuuk, Kosrae, Pohnpei a Yap). Modré pozadí (se stejným odstínem jako vlajka OSN) symbolizuje Tichý oceán, který ostrovy Mikronésie obklopuje.
Ostrovy byly dříve součástí Poručenského území Tichomořské ostrovy, poručenského území OSN pod správou USA. Používaly proto při složitém získávání nezávislosti vlajku USA, vlajku OSN nebo vlajku Poručenského území Tichomořské ostrovy. Současná vlajka byla přijata 30. listopadu 1978.

## Historie
Ostrovy Karolíny, v současnosti politicky rozdělené na Federativní státy Mikronésie a Palau, byly osídleny již před 3000 lety. 1. října 1525 byly objeveny portugalským kapitánem Diegem da Rochou, který je pojmenoval Islas Sequeira. 1. ledna 1528 je znovuobjevil španělský mořeplavec Álvaro de Saavedra Céron. Roku 1686 byly ostrovy prohlášeny španělským územím a pojmenovány Islas Las Carolinas. Prvními vlajkami, pravidelně vyvěšovanými na souostroví byly od roku 1874, kdy začalo osidlováni Karolín, vlajky španělské.
V roce 1899 Španělé prodali souostroví Německu, které je 18. července administrativně připojilo ke své kolonii Německá Nová Guinea. Na Karolínách se v této souvislosti začaly užívat vlajky císařství. Kolem roku 1912 začalo Německo uvažovat, podle britského vzoru, o jednotném vzoru vlajek pro své kolonie (a to i pro Novou Guineu). V roce 1914 byly návrhy vlajek vytvořeny, schváleny, ale po vypuknutí 1. světové války nebyly nikdy zavedeny.
7. října 1914 byly ostrovy obsazeny Japonským císařstvím a začaly se užívat japonské vlajky. 17. prosince byly Karoliny prohlášeny Společností národů za Mandátní území Tichomořské ostrovy pod správou Japonska. Ostrovy byly zároveň přejmenovány na Ostrovy jižních moří. Roku 1935 byly prohlášeny za nedílnou součást Japonského císařství.

Španělská vlajka Karolín (1884–1899) Poměr stran: 2:3
Vlajka Německého císařství na Karolínách (1899–1914) Poměr stran: 2:3
Návrh vlajky Německé Nové Guineje Poměr stran: 2:3
Vlajka Japonského císařství na Karolínách (1914–1944) Poměr stran: 7:10

Za II. světové války byly ostrovy obsazeny Spojenými státy americkými a oficiální vlajkou se stala vlajka USA, tehdy s osmačtyřiceti hvězdami. Později byly přidány další.
18. července 1947 byl formálně zrušen japonský mandát a ostrovy byly Organizací spojených národů začleněny do Poručenského území Tichomořských ostrovů. Od 20. října 1947 se spolu s vlajkou USA začala vyvěšovat i vlajka OSN.
3. října 1962 byla neoficiálně zavedena vlajka Poručenského území Tichomořských ostrovů. Vítězem soutěže byl Gonzalo Santos z ostrova Saipan. Vlajka byla tvořena světle modrým listem o poměru stran 10:19 (vliv vlajky USA). Na listu bylo do kruhu umístěno šest bílých pěticípých hvězd, tak aby jeden cíp směřoval od středu pomyslné kružnice s hvězdami. Šest hvězd symbolizovalo správní oblasti: Mariánské ostrovy, Marshallovy ostrovy, Palauské ostrovy, Yap, Truk a Ponape. Modrá barva symbolizovala Tichý oceán, bílá mír mezi různými národy na ostrovech. Vlajky byla poprvé vztyčena 24. října 1962. S účinností od 19. srpna 1965 byla tato vlajka přijata mikronéským kongresem (po schválení Vysokým komisařem Poručenského území Tichomořských ostrovů) jako oficiální vlajka. Vyvěšovala se však pouze společně s vlajkami USA a OSN.
1. dubna 1976 se od Poručenského území odtrhly Severní Mariany. Vlajka změněna nebyla, protože 1. ledna 1977 se od správní oblasti Ponape vyčlenila oblast Kusaie (či Kosrae) a počet hvězd na vlajce mohl být zachován. 12. července 1978 Spojené státy uspořádaly referendum o vzniku Federativních států Mikronésie. Obyvatelé Marshallových ostrovů a Palau federaci odmítlo a později (1986 a 1994) vyhlásily nezávislost.
Federativní státy Mikronésie vyhlásily nezávislost jednostranně 1. října 1979. Tento krok ale nenabyl právní síly, protože poručenský status OSN nebyl zrušen. Státní vlajka však byla přijata již 30. listopadu 1978 a je platná dodnes. Poprvé zavlála tato vlajka v den jejího přijetí v městě Kolonia na ostrově Ponape. Teprve 3. listopadu 1986 podepsali zástupci federace smlouvu s USA o volném přidružení a až 22. prosince 1990 schválila Rada bezpečnosti OSN zrušení poručenského statusu a země získala definitivně nezávislost.

Vlajka USA (48 hvězd) ostrovů (1944–1959) Poměr stran: 10:19
Vlajka OSN ostrovů (1947–1990) Poměr stran: 2:3
Vlajka USA (49 hvězd) ostrovů (1959–1960) Poměr stran: 10:19
Vlajka USA (50 hvězd) ostrovů (1960–1990) Poměr stran: 10:19
Vlajka Poručenského území Tichomořských ostrovů (1962/5–1978) Poměr stran: 10:19

## Vlajky federativních států

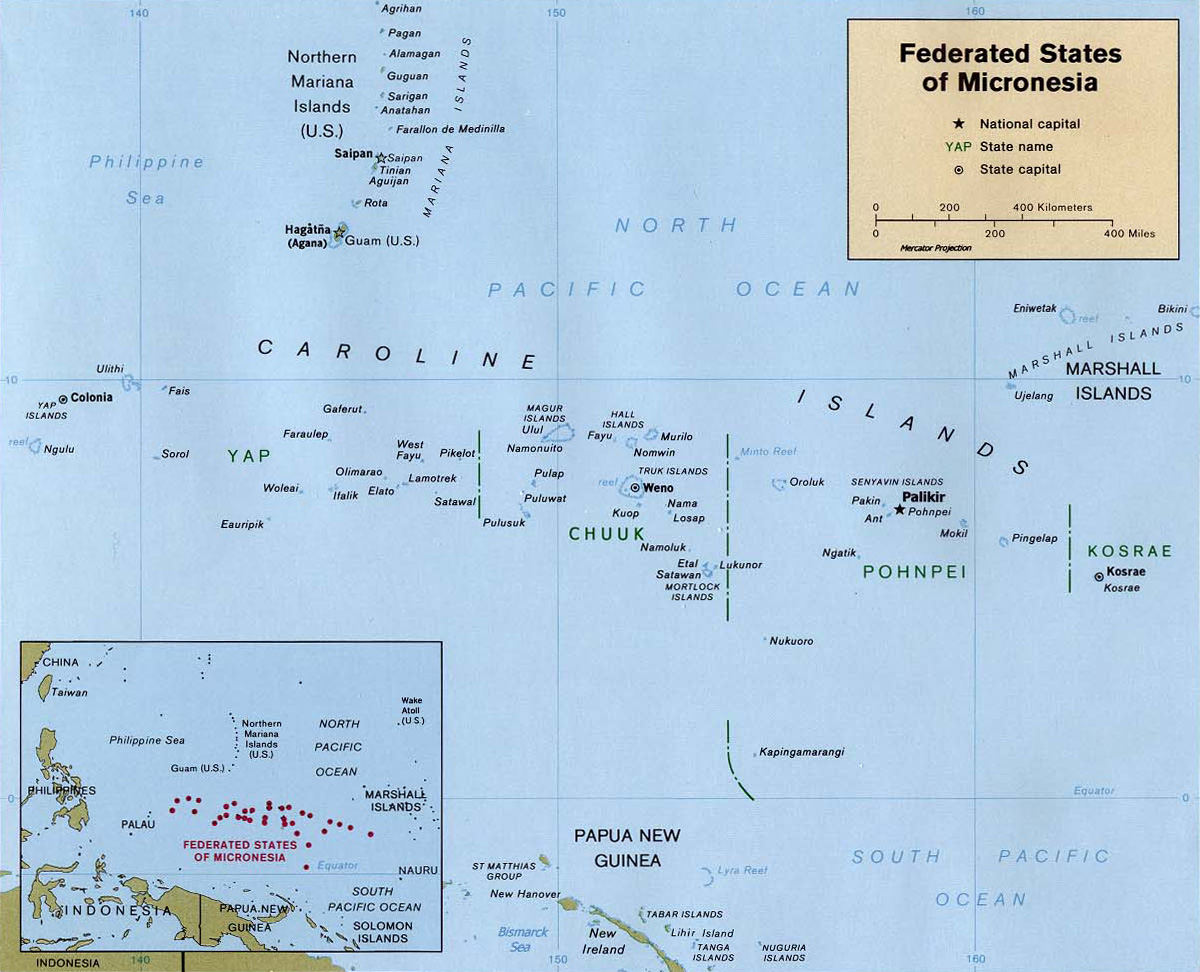
Federativní státy Mikronésie

Federativní státy Mikronésie jsou federativní republikou skládající se ze čtyř spolkových států: Yap, Chuuk (do roku 1990 Truk), Pohnpei (do listopadu 1984 Ponape) a Kosrae.
Vlajka státu Chuuk, jejímž autorem je Ophin Reselap, byla zavedena 3. října 1979. Tvoří ji modrý list o poměru stran 10:19, s uprostřed umístěnou siluetou kokosové palmy, kterou obklopuje kruh čtyřiceti bílých, pěticípých hvězd. Počet hvězd představuje počet municipalit (asi do roku 1993 jich bylo 38). Modrá barva symbolizuje Tichý oceán a mír, palma přírodní zdroje a výrobu kopry, hlavní součást obživy ostrovanů. Zobrazena je vlajka s 38 hvězdami.
Vlajka státu Kosrae, jejímž autorem je Nena T. Lonno, byla zavedena 30. července 1981. Světle modrý list o poměru stran 37:70 obsahuje tradiční kámen na drcení plodů, nad nímž jsou čtyři bílé, pěticípé hvězdy (1 - 2 - 1) obklopené dvěma stylizovanými olivovými větvičkami. Modrá barva symbolizuje Tichý oceán, kámen představuje místní kulturu a zvyky, vědění a prosperitu ostrova v minulosti i v budoucnosti a hvězdy počet ostrovních municipalit. Olivové ratolesti jsou tradiční symboly míru, jednoty lidu a státu.
Vlajka státu Pohnpei, jejímž autorem je Rosendo Alex, byla zavedena v prosinci roku 1977. Od roku 1992 ji tvoří modrý list o poměru stran 1:2 (některé zdroje uvádějí poměr 2:3), s polovinou kokosového ořechu (v přirozených barvách), nad nímž je v kruhu 11 bílých, pěticípých hvězd. Kolem jsou dvě ratolesti kokosové palmy s bílým okrajem. Polovina ořechu symbolizuje domorodé, obřadní nádoby sakau (z kterého je vyrobena), palmové ratolesti připomínají ratolesti míru z vlajky OSN a připomínají význam palem pro hospodářství ostrovů. Do roku 1992 byl odstín listu (do té doby s poměrem stran 2:3) modré světlejší, počet hvězd v kruhu byl šest (připomínal počet největších ostrovů tehdejší správní oblasti Poručenského území Tichomořské ostrovy). Vzhled palmových ratolestí byl jiný.
Vlajka státu Yap, jejímž autorem je John Gilinung, byla zavedena 30. května 1980 a poprvé vztyčena 1. března 1981. Tvoří ji modrý (královská modř) list o poměru stran 37:70, v praxi se používá poměr 3:5. Uprostřed listu dvě bílé, soustředné kružnice, připomínající tradiční kamenná platidla rai, bílá, pěticípá hvězda a bílá stylizovaná silueta kánoe s plachtou a tyčí se stabilizačním plovákem. Hvězda symbolizuje odvahu dosáhnout vytyčeného cíle, kánoe tradiční způsob dopravy a cestu ke všeobecné kultivovanosti a vzdělanosti. Kružnice představují jednotu státu a lidu.

Chuuk (38 hvězd) Poměr stran: 1:2 (zobrazeno, měli by být 10:19)
Kosrae Poměr stran: 37:70
Pohnpei Poměr stran: 10:19 (zobrazeno, užívá se 1:2, dle jiných zdrojů i 2:3)
Yap Poměr stran: 37:70

Státy se dále dělí na municipality které (v některých případech) užívají své vlajky.